# 日産・VRH34

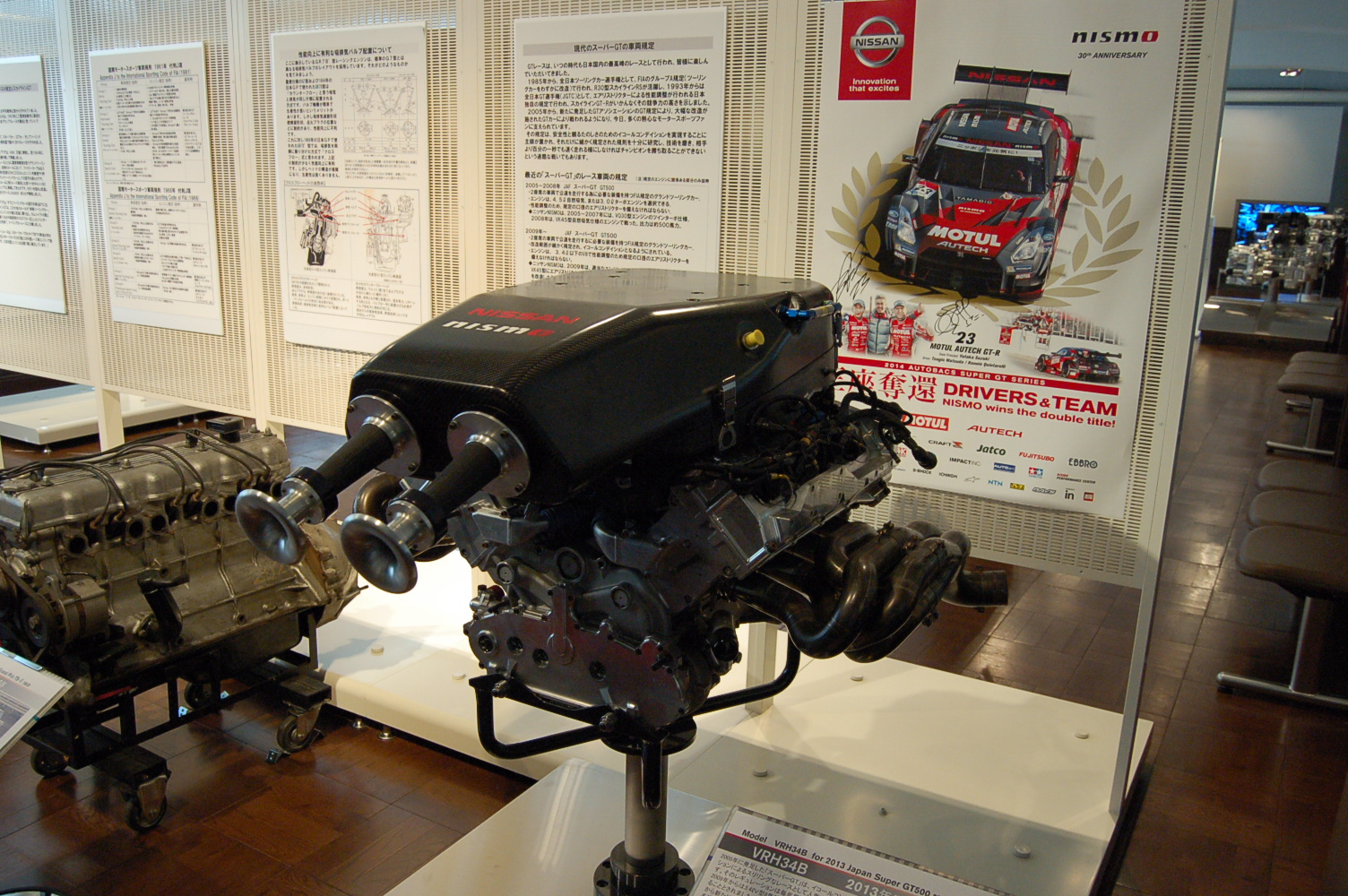
VRH34B

日産・VRH34は、日産自動車がSUPER GT用に投入したレース用ガソリンエンジンである。

## 概要

### VRH34A
2009年当時、日産がSUPER GTでGT-Rに搭載していたVK45DEエンジンは、2009年から新たに発効されたJAF-GT500のエンジン規定「V型8気筒で排気量3,400cc」に準拠しておらず（VK45DEエンジンは、V型8気筒で排気量4,494cc）、当時参戦していたレクサス・SC430、ホンダ・NSXと比較してスペック面で有利とされ、他メーカーの合意を得られず、かなり厳しい値の特別性能調整を受けていた。このままでは対等に戦えないと判断した日産陣営が規定に合致した競技専用エンジンとして2010年から投入したのがVRH34Aエンジンである。投入決定からシェイクダウンまでの期間はわずか半年程度で、充分な開発期間を経られなかったため、当初開発の遅れが指摘された。
競技専用といってもトヨタとホンダが使用しているフォーミュラ・ニッポン用純レーシングエンジンとは違い、VRH34Aは市販エンジンのVK45DEと共通のシリンダーブロックを使用していると推測される。そのため他メーカーが採用しているストレスドマウント（エンジンにシャシー剛性の一部を担わせるマウント方式）を採用できず剛性面で相対的に不利であり、また本来大排気量エンジンであるVK45DEは構造上単体重量が重く重心高も高いため、ライバル車と比べてコーナーでのロールが大きく駆動力が低い。また4.5リットルで使用していた回転領域よりも2,000rpm近く多く回しているため高周波で振動が大きく、駆動系等に悪影響を及ぼし、投入当初はトラブルが多発した。
反面、トヨタやホンダのエンジンがフォーミュラ・ニッポンと兼用なのに対し、VRH34Aはフォーミュラ・ニッポンで使用する予定がないためSUPER GTに特化した開発が可能などのメリットがあり、特性として中速域からのピックアップやトルクの面では有利といえる（現に、例として鈴鹿サーキット等ではSC430やHSV-010が1速から6速全てのギヤを使うのに対し、GT-Rだけは1速を使用する必要がない）。
その後の実戦やテストを基に開発を重ねた結果エンジンに起因するトラブルは激減し、ポテンシャルも徐々に向上していくが、トヨタやホンダのエンジンに比べて単体重量などの面で依然として不安は残っていた。

### VRH34B
市販ベースのエンジンでは基本構造が根本的に異なる純レーシングエンジンを相手に到底勝てないと判断した日産は、2011年シーズン中の第5戦鈴鹿に完全なレーシングエンジンであるVRH34Bを投入した。
純レーシングエンジンとはいえVRH34BはVRH34Aの正常進化版であり、シリンダーブロックなどの肉抜き及び軽量・低重心化、尖った性質の修正が施された（軽くなった分の重量は20kg近くともいわれる）。その結果、コーナーリング中の挙動やトラクションは以前に比べて明らかに改善されており、旋回中のロールが減っただけでなく、以前よりもブレーキングで無理がきく上にアクセルオンのタイミングが手前になった。また、エンジン開発の基本である出力面の性能向上も施されており、有効なパワーバンドが広げられている。

## その他
- 2009年JAF-GT500規定の導入当初、コスワースとの共同開発でVRH34とは異なる完全なレーシングエンジンの開発が予定されていたが、不況等が原因で予算が凍結、開発は白紙になった[1]。
- 名前が類似しているエンジンにVRH35ZとVRH35L（ベースとなるエンジンが存在しない一から開発されたレーシングエンジンで、いずれもスポーツプロトタイプカーレース用）、VRH35A（市販のVHエンジンをベースとしたエンジンで、IRL用）があるが、VRH34とは無関係である。

## スペック

### VRH34A
- エンジン仕様：水冷V型8気筒DOHC32バルブ
- 内径×行程：93.0mm×62.5mm
- 総排気量：3,396cc
- バンク角：90度
- リストリクター：29.1mmｘ2個
- 最大出力：450PS以上
- 最大トルク：40kg-m以上
- 重量：120kg以上

### VRH34B
- エンジン仕様：水冷V型8気筒DOHC32バルブ
- 内径×行程：93.0mmｘ62.5mm
- 総排気量：3,396cc
- バンク角：90度
- リストリクター：29.1mmｘ2個
- 最大出力：450PS以上
- 最大トルク：40kg-m以上
- 重量：120kg以上